# Саффьоти, Элейэт
Элейэт Иара Бонджовани Саффьоти (Элейет Саффиоти, порт. Heleieth Iara Bongiovani Saffioti; 4 января 1934, Ибира, Сан-Паулу, Бразилия — 13 декабря 2010, Сан-Паулу, Бразилия) — бразильский социолог, педагог и феминистическая активистка.

## Биография
Саффьоти была дочерью швеи и каменщика. Она родилась в 1934 году в Ибире в штате Сан-Паулу. В 1960 году окончила факультет философии, наук и литературы Университета Сан-Паулу со степенью в области социальных наук.
В том же году она начала своё первое академическое исследование положения женщин в Бразилии — эта тема станет предметом её диссертации на факультете философии, наук и литературы Араракуара Государственного университета Сан-Паулу (UNESP) под названием «Женщина в классовом обществе: миф и реальность» (A mulher na sociedade de classe: mito e realidade). Саффиоти защитила её под руководством профессора Флорестана Фернандеса в 1967 году, а затем опубликовала отдельной монографией в 1976 году. В своё время книга была бестселлером, и в наши дни она всё ещё используется в качестве справочника в гендерных исследованиях.
Марксистские взгляды учёной подверглись преследованиям после военного переворота 1964 года, но она упоминается как один из важнейших мировых теоретиков «диалектического феминизма».
Саффьоти была профессором Папского католического университета Сан-Паулу (PUC-SP) и приглашённым профессором Школы социальных услуг Федерального университета Рио-де-Жанейро (UFRJ). Она создала Центр гендерных исследований, классов и этносов в UFRJ, руководила диссертациями в PUC-SP и вышла на пенсию из UNESP (кампус Араракуара), где была профессором-эмеритом. Хотя у неё были академические должности, она не вступала в другие организации, поскольку не хотела ограничивать свою «свободу мысли».
В 2005 году была включена в коллективное заявление «1000 женщин на Нобелевскую премию мира», подготовленное швейцарской организацией «Женщины за мир во всем мире» и направленное на признание роли женщин в миротворческих усилиях (среди предложенной тысячи женщин 51 были бразильянками).
Саффьоти была замужем за физико-химиком Вальдемаром Саффиоти — профессором, автором учебников и местным депутатом Араракуары. В 2000 году, вскоре после смерти мужа, она решила передать ферму супружеской пары в Араракуаре университету, который превратил её в культурный центр. Саффиоти оставалась активной до конца своих дней, пока не умерла в возрасте 76 лет от атеросклероза.

## Избранные работы
- Women in Class Society. translated by Michael Vale. New York: Monthly Review Press, 1978 (original: A mulher na sociedade de classe: mito e realidade) (1969)
- Profissionalização feminina: professoras primárias e operárias (1969)
- Emprego doméstico e capitalismo (1978)
- Do artesanal ao industrial: a exploração da mulher (1981)
- O fardo das trabalhadoras rurais (1983)
- Mulher brasileira: opressão e exploração (1984)
- Poder do macho (1987)
- Mulher brasileira é assim (1994)
- Violência de gênero: poder e impotência (1995)
- Gênero, patriarcado e violência (2004)